# Römerhof Verlag
Der Römerhof Verlag war ein Schweizer Verlag, dessen Programm sich auf Biografien spezialisiert. Er wurde im Jahr 2009 von Anne Rüffer und Gitti Hug gegründet und hatte in Zürich seinen Unternehmenssitz. 2017 wurde der Verlag liquidiert.  

## Verlagsprogramm
2009 lagerte Anne Rüffer die Biografien von ihrem Verlag rüffer & rub in den mit Gitti Hug neu gegründeten Römerhof Verlag aus. Der Verlag startete mit Biografien von Franz Overbeck, Lucrezia Borgia und des Bankiers Hans Vontobel. rüffer & rub trat als Partner des Verlages auf, ebenso die Manuskript-Oase – Büro für Autorenberatung, die beide ebenfalls von Rüffer geleitet werden.

## Biografierte Persönlichkeiten
Zu den biografierten Persönlichkeiten der Bücher des Römerhof Verlags gehörten unter anderem: 
| - John Lennon - Wilhelm Tell - Alberto und Diego Giacometti | - Joseph Schmidt - Lucrezia Borgia - Maria Ward | - Hans Vontobel - Alfred Hermann Fried - Leonhard Thurneysser | - Franz Overbeck - Eugen Bleuler - Anne-Marie Blanc |